# Hollywood (Alabama)
Hollywood é uma cidade  localizada no estado americano do Alabama, no Condado de Jackson.

## Demografia
Segundo o censo americano de 2000, a sua população era de 950 habitantes.
Em 2006, foi estimada uma população de 933, um decréscimo de 17 (-1.8%).

## Geografia
De acordo com o United States Census Bureau, a localidade tem uma área de 23,1 km², sem área coberta por água. Hollywood localiza-se a aproximadamente 220 m acima do nível do mar.

## Localidades na vizinhança
O diagrama seguinte representa as localidades num raio de 24 km ao redor de Hollywood.